# August Zang
August Zang (Vienna, 2 agosto 1807 – Vienna, 4 marzo 1888) è stato un imprenditore, editore, banchiere, politico e militare austriaco.

## Biografia

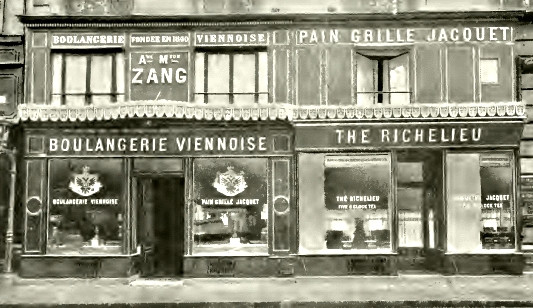
La Boulangerie Viennoise nel 1909, quando ancora riportava il nome del fondatore sulla facciata

Dopo aver lasciato gli studi ginnasiali, si arruolò nell'esercito imperiale austriaco, che però lasciò all'età di 29 anni per tentare la carriera imprenditoriale.
Aprì infatti a Parigi la Boulangerie Viennoise, dove i suoi kipferl ebbero un tale successo da far nascere per imitazione quello che divenne un classico della pasticceria francese, il croissant. A Parigi entrò in contatto con Émile de Girardin, direttore del quotidiano La Presse e col giornalista Leopold Landsteiner, cominciando ad interessarsi al giornalismo.
Quando nel marzo del 1848 la libertà di stampa fu concessa anche in Austria, Zang vendette la pasticceria e tornò in patria. Con Landsteiner e Ernst Schwarzer pubblicò il Kleinen Reichstagszeitung zur Belehrung des Volkes, quotidiano che ebbe vita brevissima: dal 16 al 20 giugno 1848. Pochissimo tempo dopo questa falsa partenza, dal 3 luglio successivo, vide la luce Die Presse, con Zang editore e Landsteiner direttore responsabile.
Nel 1861 entrò nel consiglio comunale di Vienna, da cui si dimise due anni dopo. Nel 1867 vendette Die Presse per fondare l'istituto bancario kk privilegierte österreichische Vereinsbank, che guidò fino al 1872.

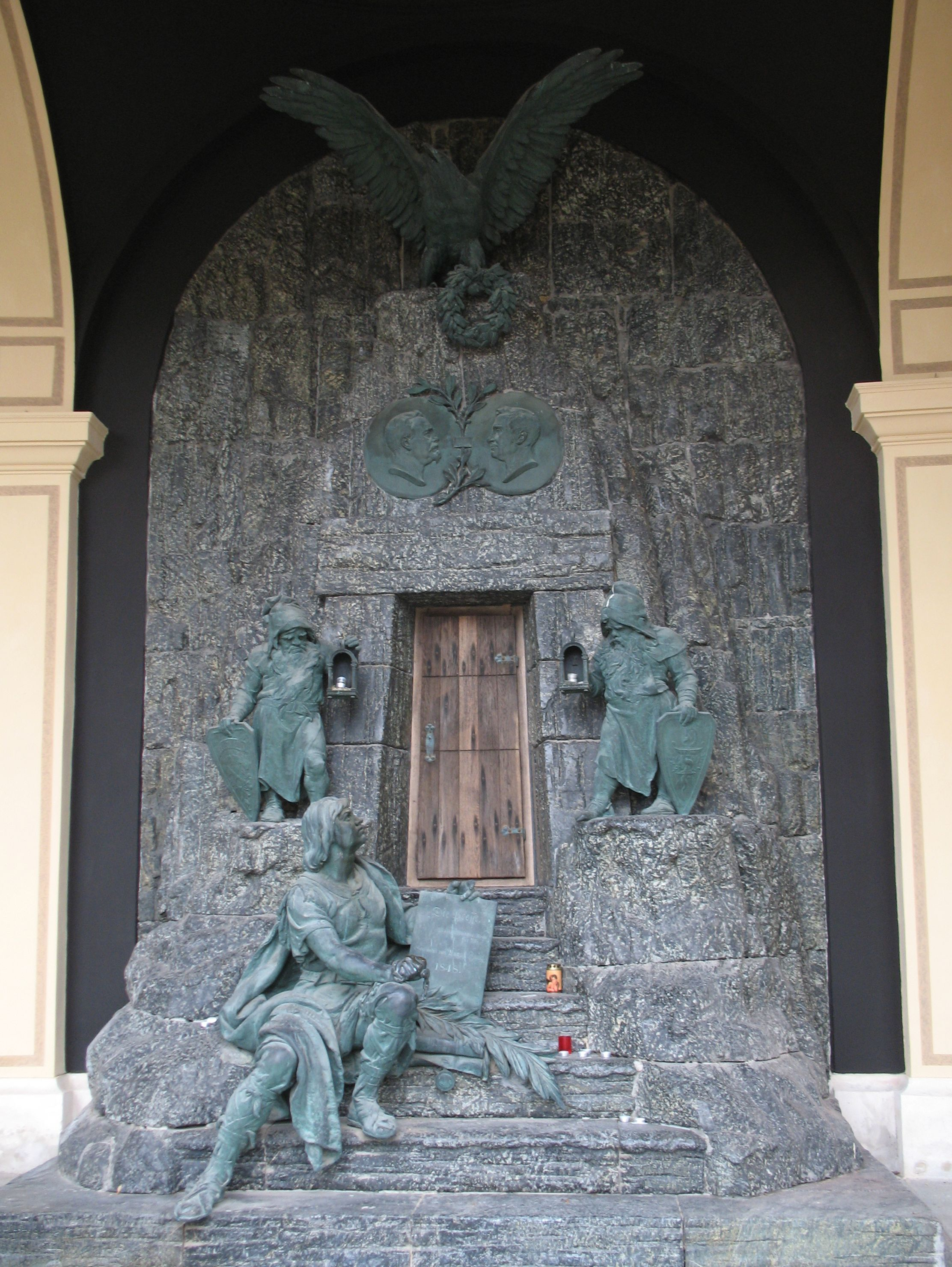
La tomba di Zang, opera di Heinrich Natter

Fu poi membro del parlamento della Bassa Austria, devolvendo quanto guadagnato per questo ruolo per istituire borse di studio.
Dopo la morte fu sepolto al Zentralfriedhof, in una tomba monumentale realizzata dal sudtirolese Heinrich Natter.